# 3SomeSisters
Le groupe 3SomeSisters était un groupe de musique qui a vu le jour en 2010. Il est composé de quatre membres (trois hommes et une femme) : Bastien Picot, Florent Matéo, Sophie Fustec et Anthony Winzenrieth.
Au début de leur carrière, le groupe reprenait des tubes « dance » des années 1990, transformés à leur image, tels que The Rhythm of the Night de Corona, Boys (Summertime Love) de Sabrina Salerno ou encore Freed from Desire de Gala. Ils enchaîneront durant 3 ans les clubs et petites salles parisiennes essentiellement avec ces reprises ; celles-ci feront d'ailleurs l'objet d'un premier EP intitulé Big Bang qui sortira en 2012.
Les 3SomeSisters ont ensuite eu envie de chanter leurs propres compositions.
En 2015 et 2016, deux nouveaux EP (Cross- et Rope) sont sortis.
Sur le deuxième EP (Cross-), les 3SomeSisters ont collaboré avec Gush sur le titre Look at me Now.
Les 3SomeSisters ont travaillé aux côtés de Yael Naïm et David Donatien, en participant à une création qui s’est jouée salle Pleyel, dans le cadre du festival Days Off en 2013, puis en enregistrant les chœurs sur l’album Older en 2014 et en faisant les chœurs et claviers sur la première partie de la tournée en 2015.

## Historique
Sophie Fustec, Bastien Picot, Florent Matéo et Anthony Winzenrieth forment le groupe 3SomeSisters. Ce groupe a vu le jour en 2010. Ils se sont rencontrés à Paris. Le nom du groupe qui s'écrit tout attaché (afin d'éviter de tomber sur des sites pour adulte) est un hommage à de nombreux groupes ayant « Sisters » dans leur nom comme The Puppini Sisters, Scissor Sisters ou encore The Andrews Sisters mais aussi pour le côté drôle et décalé qui reflète leur musique qu'ils décrivent comme une « partouze musicale ».
Dans ce groupe Bastien, Sophie, Florent jouent de leurs voix mais se relaient aussi avec Anthony au pad, au clavier, aux percussions.
En 2010, le groupe joue des reprises, majoritairement de tubes dance des années 90. Ce projet de reprises donnera une EP sortie en 2012 qui s'intitule « Big Bang ». Ils joueront dans de nombreuses salles, principalement des salles parisiennes pendant 3 ans.
À la suite de cela, ayant l'habitude de travailler ensemble et ayant trouvé précisément vers quel genre de musique ils veulent aller ils ont commencé à composer puis chanter leurs propres compositions. Leur 2ème EP s'intitulant « Cross- » est sorti en 2015 avec notamment une collaboration avec GUSH.
Dans le même temps ils font la rencontre de Yael Naim et David Donatien et collabore dans la création d'un show pour un unique concert à la salle Pleyel, dans le cadre du festival Days Off en 2013. Ravie de leur collaboration Yael Naim les invitera a enregistrer les chœurs sur l’album « Older » en 2014 puis à faire les chœurs et claviers sur la première partie de la tournée en 2015.
En 2015, les 3SomeSisters ont participé au radio crochet de France Inter « La Relève » diffusé chaque vendredi soir et présenté par André Manoukian. Après de nombreuses semaines de compétition (soutenus par le public par des votes par SMS et sur Twitter) les 3SomeSisters ont échoué en finale.
En 2016, leur 3ème EP est sorti, il s'intitule « Rope ». 
Par ailleurs les 3SomeSisters signent également avec un tourneur, Caramba Spectacles, et partiront en tournée dans toute la France mais également en Suisse. 
Les 3SomeSisters collabore avec Lia Seval, bras droit de Jean-Charles de Castelbajac pour la création de leur costume et la mise en scène de leur CLIP. 

## Distinctions
- 2015 : Finaliste radio-crochet Partons en live, La Relève France Inter
- 2016 : Nommé Prix CHORUS ancien Tremplin de la chanson des Hauts-de-Seine
- 2016 : Nommé Prix Deezer Adami
- 2016 : Lauréat du prix FAIR 2017